# Team Reggeborgh
Team Reggeborgh is een Nederlandse schaatsploeg ontstaan in 2010 als afsplitsing van Control. De ploeg heette tussen 2010 en 2014 Team Liga, daarna Team Continu en vervolgens Plantina. Hoofdcoach is de oud-Olympisch kampioen Gerard van Velde, assistent-trainers zijn Dennis van der Gun en Robin Derks.

## Ontstaan
Team Liga ontstond nadat Team Control kampte met een financieringstekort en de salarissen noodgedwongen hierop moest aanpassen. Hierop besloot het trio Timmer, Gerritsen en Boer om zelfstandig met een nieuw team door te gaan. Dit werd besloten op 7 mei 2010. Op 23 september 2010 werd bekend dat Liga de sponsor van het team werd en op 7 oktober 2010 volgde de presentatie van de vrouwenploeg in Arnhem door kopvrouw Timmer. In eerste instantie was oud-Control-assistenttrainer Floor van Leeuwen de trainer, nadat hij op 14 maart 2010 tijdens de laatste dag van de World Cup Finale op het middenterrein in Thialf afscheid nam. Maar al gauw werd de naam van Peter Kolder genoemd als hoofdtrainer.
Hoewel de ploeg onvoldoende budget en rijders had voor een A-status, verleende de KNSB voor één seizoen dispensatie. Het eerste seizoen van de nieuwe ploeg (2010/2011) begon met een tegenvaller: Annette Gerritsen, titelhoudster op drie afstanden, ontbrak vanwege een hamstringblessure op het NK afstanden. Margot Boer wist voor Team Liga de eerste titel binnen te halen door de 500 meter op dit toernooi te winnen. Naast Boer plaatste ook Timmer zich voor de eerste wereldbekerwedstrijden. Voorafgaand aan het seizoen 2011/2012 voegden oud-schaatssters Yvonne van Gennip en Christine Aaftink zich bij het team als resp. teammanager en bestuurslid. Voor het EK Allround wist nieuwkomer De Vries zich tijdens de KNSB Schaatsweek te kwalificeren voor het allroundtoernooi.

### Allround- én sprintploeg (2011-2016)
Nadat Marianne Timmer gestopt was met schaatsen, werd ze trainer van het team. Rutger Tijssen werd de opvolger van Peter Kolder, die trainer werd bij Team Op=Op Voordeelshop. In 2012 werd het team vrijwel volledig vervangen; van de zes dames gingen er vijf weg en er kwamen vijf nieuwe vrouwen bij; alleen Boer bleef het team trouw. Ook coach Tijssen ging weg en Desly Hill werd zijn opvolger. Na de NK afstanden 2013 maakte Team Liga bekend dat Manon Kamminga de rest van het seizoen 2012/2013 bij de formatie van Timmer mee zou trainen. Op 26 januari 2013 reed Oenema tijdens het WK Sprint in Salt Lake City een nieuw Nederlands record op de 500 meter in 37,38. De volgende dag reed Oenema nog sneller: 37,06.
In april 2013 werd bekend dat Gianni Romme als assistent aan de slag zal gaan bij Team Liga. Ensing verlaat daarentegen de ploeg. Aanvankelijk wilde Romme na zijn vertrek uit Italië een pauze inlassen, maar hij kon naar eigen zeggen het aanbod van Team Liga niet weigeren. De samenwerking tussen Timmer en Romme heeft een positieve uitwerking gehad voor de groep; naast de sprinters behaalden de allrounders Jorien Voorhuis en Yvonne Nauta eindelijk WB-tickets op de 1500 en 3000 meter.
Met ingang van seizoen 2014/2015 zou Continu aanvankelijk de hoofdsponsoring tot 2018 overnemen van Liga, maar vanaf 2016/2017 stapte Plantina in dit gat en werd Continu weer co-sponsor. Na één seizoen verliet Ireen Wüst het team, liet zij op 27 januari 2015 weten aan haar zaakwaarnemer Patrick Wouters, vanwege sportieve redenen richting 2018. Na seizoen 2015/2016 stopte Boer met schaatsen en stapte Timmer na vijf jaar trainerschap uit de schaatssport.

### Fusie en nieuwe namen (2016-heden)
Met ingang van seizoen 2016/2017 maakt de ploeg een fusie met Team Beslist.nl van Van Velde waarmee de beide ploegen zullen samensmelten tot één grote gemengde schaatsploeg. Daarnaast voegen Lucas van Alphen en Koen Verweij onder leiding van sportarts Ingrid Paul zich bij Plantina als eigen team.
Sinds 2018 weet Van Velde zich met zijn sprintploeg verzekerd van vier schaatsseizoenen als Team Reggeborgh. Op 24 april 2019 werd bekend dat Jutta Leerdam de overstap maakt van Team IKO en een dag later volgden Koen Verweij, Vanessa Herzog, Mathias Vosté en assistent-trainer Desly Hill haar. Op 8 maart 2020 onthulde Ireen Wüst dat zij voor twee jaar de overstap maakt. Ook Femke Kok maakte de overstap. Op 26 februari 2021 werd bekend dat Marrit Fledderus zich bij het team aansluit voor de komende twee jaar. Sinds 2022/2023 zijn Dennis van der Gun en Robin Derks assistent-coaches van Van Velde en maakt Patrick Roest de overstap.

## Schaatsers
Op chronologische volgorde. De huidige ploegleden zijn vetgedrukt.
- Marianne Timmer (2010-2011)
- Floor van den Brandt (2010-2011)
- Annette Gerritsen (2010-2012)
- Margot Boer (2010-2016)
- Lotte van Beek (2011-2012)
- Anice Das (2011-2012)
- Irene Schouten (2011-2012)
- Linda de Vries (2011-2012 en 2016-2017)
- Manon Kamminga (2012-2013)
- Janneke Ensing (2012-2013)
- Mayon Kuipers (2012-2014)
- Yvonne Nauta (2012-2016)
- Thijsje Oenema (2012-2016)
- Janine Smit (2012-2016)
- Jorien Voorhuis (2013-2015 en 2016-2017)
- Karolína Erbanová (2014-2016)
- Nao Kodaira (2014-2016)
- Letitia de Jong (2014-2016)
- Ireen Wüst (2014-2015, 2020-2022)
- Annouk van der Weijden (2015-2017)
- Kai Verbij (2016-2020)
- Thomas Krol (2016-2018)
- Ronald Mulder (2016-2022)
- Dai Dai N'tab (2016-2020)
- Pim Schipper (2016-2020)
- Martijn van Oosten (2016-2018)
- Reina Anema (2016-2018)
- Esther Kiel (2016-2018)
- Esmee Visser (2016-2018)
- Thijs Roozen (2016-2018)
- Michel Mulder (2017-2020)
- Lucas van Alphen (2017-2018)
- Koen Verweij (2017-2018, 2019-2020)
- Wesly Dijs (2018-heden)
- Gerben Jorritsma (2018-2019)
- Jutta Leerdam (2019-2020)
- Michelle de Jong (2019-2024)
- Vanessa Herzog (2021-2022)
- Mathias Vosté (2019-2022)
- Femke Kok (2020-heden)
- Janno Botman (2020-heden)
- Gijs Esders (2020-2021)
- Stefan Westenbroek (2019-heden)
- Kjeld Nuis (2020-heden)
- Hein Otterspeer (2021-heden)
- Marrit Fledderus (2021-heden)
- Louis Hollaar (2022-heden)
- Patrick Roest (2022-heden)
- Marcel Bosker (2022-heden)
- Victor Ramler (2022-2023)
- Lex Dijkstra (2022-heden)
- Mats Siemons (2022-heden)
- Remo Slotegraaf (2023-heden)
- Tim Prins (2023-heden)
- Jenning de Boo (2023-heden)

### Schaatsploeg 2023-2024
De langebaanploeg telt de volgende rijders:
| Heren              | Heren                | Dames            | Dames         |
| Naam               | Specialisatie        | Naam             | Specialisatie |
| ------------------ | -------------------- | ---------------- | ------------- |
| Marcel Bosker      | 1500, 5000 & 10.000m | Marrit Fledderus | 500 & 1000m   |
| Jenning de Boo     | 500 & 1000m          | Michelle de Jong | 500 & 1000m   |
| Janno Botman       | 500 & 1000m          | Femke Kok        | 500 & 1000m   |
| Lex Dijkstra       | 1500 & 5000m         |                  |               |
| Wesly Dijs         | 500, 1000 & 1500m    |                  |               |
| Louis Hollaar      | 1000 & 1500m         |                  |               |
| Kjeld Nuis         | 1000 & 1500m         |                  |               |
| Hein Otterspeer    | 1000 & 1500m         |                  |               |
| Tim Prins          | 500 & 1000m          |                  |               |
| Patrick Roest      | 1500, 5000 & 10.000m |                  |               |
| Mats Siemons       | 500, 1000 & 1500m    |                  |               |
| Remo Slotegraaf    | 1500 & 5000m         |                  |               |
| Stefan Westenbroek | 500 & 1000m          |                  |               |

Team Reggeborgh
Jenning de Boo · Marcel Bosker · Janno Botman · Wesly Dijs · Marrit Fledderus · Louis Hollaar · Femke Kok · Kjeld Nuis · Hein Otterspeer · Tim Prins · Antoinette Rijpma-de Jong · Patrick Roest · Mats Siemons · Remo Slotegraaf · Stefan Westenbroek
Coaches: Gerard van Velde · Dennis van der Gun · Robin Derks